# Saint-Aignan (Loir-et-Cher)
Saint-Aignan is een gemeente in het Franse departement Loir-et-Cher (regio Centre-Val de Loire). De plaats maakt deel uit van het arrondissement Blois. Saint-Aignan telde op 1 januari 2022 2.826 inwoners.

## Geografie
De oppervlakte van Saint-Aignan bedroeg op 1 januari 2022 18,48 vierkante kilometer; de bevolkingsdichtheid was toen 152,9 inwoners per km².
De onderstaande kaart toont de ligging van Saint-Aignan (Loir-et-Cher) met de belangrijkste infrastructuur en aangrenzende gemeenten.

## Demografie
Onderstaande figuur toont het verloop van het inwonertal (bron: INSEE-tellingen).

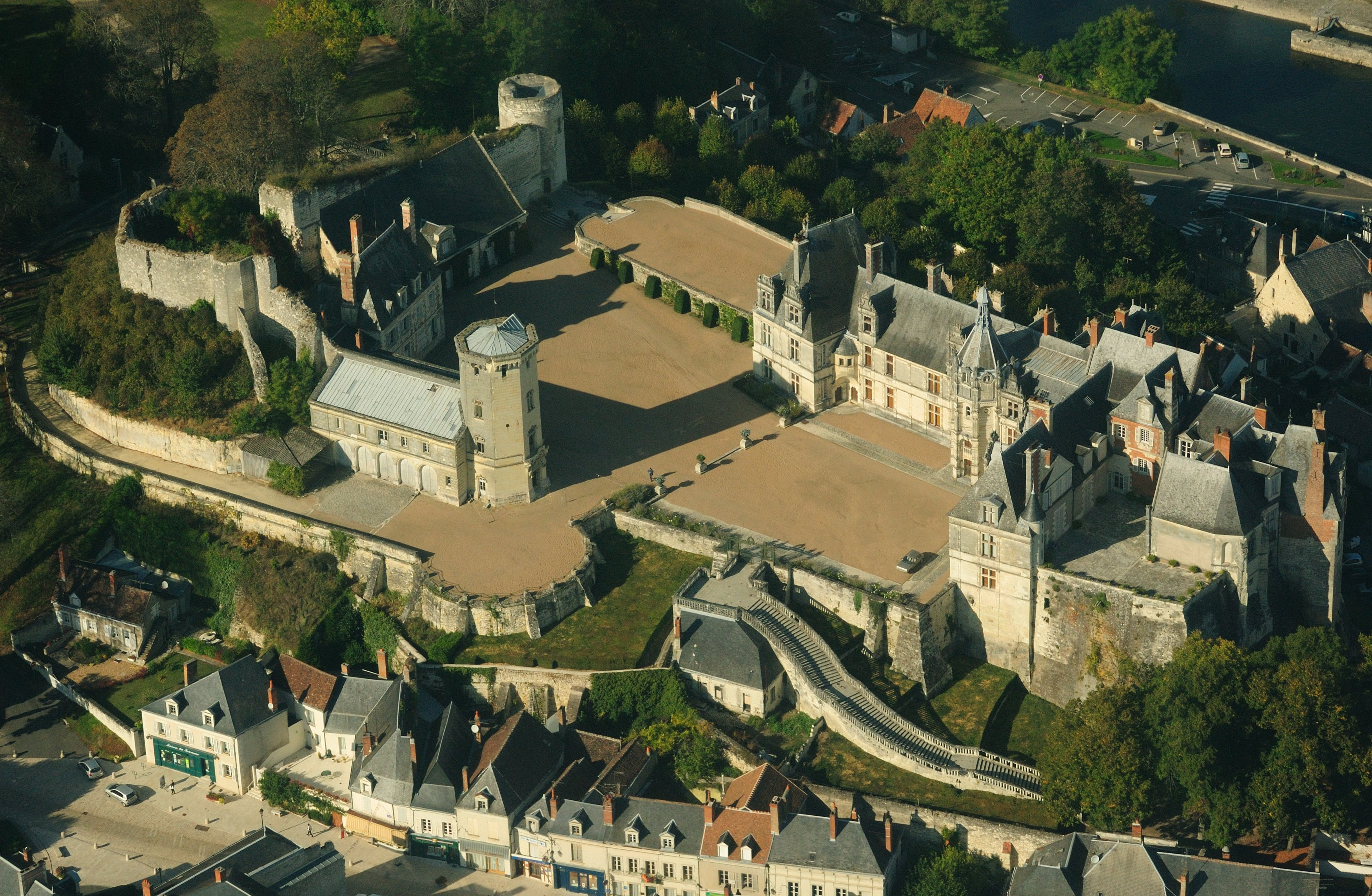
Kasteel Saint-Aignan

## Bezienswaardigheden
- kasteel uit de 9e eeuw
- kerk Saint-Aignan uit de 11e-12e eeuw, met muurschilderingen in de crypte
- ZooParc de Beauval (opgericht in 1980), een dierentuin met meer dan 3.000 dieren op 35 hectare, waarmee het een van de grootste dierencollecties van Frankrijk en Europa heeft.

## Geboren in Saint-Aignan
- Joseph Paul-Boncour (1873-1972), advocaat en politicus